# Ń
Das Ń (Minuskel ń) ist ein Graphem in der polnischen, kaschubischen, niedersorbischen, obersorbischen, belarussischen Sprache (in der Łacinka) und im Wilmesaurischen. Das Schriftzeichen besteht aus einem n mit Akut.
Der bezeichnete Laut ist ein palatalisiertes n. Vereinfacht gesagt, handelt es sich dabei um ein n unmittelbar gefolgt von einem angedeuteten j ([⁠ɲ⁠], stimmhafter palataler Nasal), vergleichbar mit dem nh im Portugiesischen, wie in senhora. Das Pendant im Tschechischen und Slowakischen, die als ebenfalls westslawische Sprachen eng mit dem Polnischen und den sorbischen Sprachen verwandt sind, ist das Graphem Ň.
In HTML kann man mit den Entitäten &Nacute; den Großbuchstaben Ń bzw. mit &nacute; den Kleinbuchstaben ń angeben.

## Graphotaktik
Im Polnischen steht der Buchstabe ń so gut wie nie vor Vokalbuchstaben, weil dort ni geschrieben wird. Da es im Polnischen auch keine Konsonantenhäufungen mit diesem Laut am Wortanfang gibt, kommt der Buchstabe (anders als alle anderen Konsonantenbuchstaben des polnischen Alphabets) auch nicht am Wortanfang vor. Das Gleiche gilt für das Sorbische, wobei ń vor Vokal hier als nj realisiert wird (z. B. dań → danja).